# Aeródromo Punta El Saco
El Aeródromo Punta Saco (OACI: SCHM) es un terminal aéreo de la Isla Mocha, Provincia de Arauco, Región del Biobío, Chile. Es de propiedad privada.